# Obu

Localização de Obu em Aichi

Ōbu (大府市; -shi)   é uma cidade japonesa localizada na província de Aichi.
Em 2012 a cidade tinha uma população estimada em 87,015 habitantes e uma densidade populacional de 2 255,84 h/km². Tem uma área total de 33,68 km².
Recebeu o estatuto de cidade a 1 de Setembro de 1970.

## Economia
A cidade de Obu possui uma economia mista em virtude da proximidade com a cidade de Nagoya e por vários meios de transportes ali existentes.

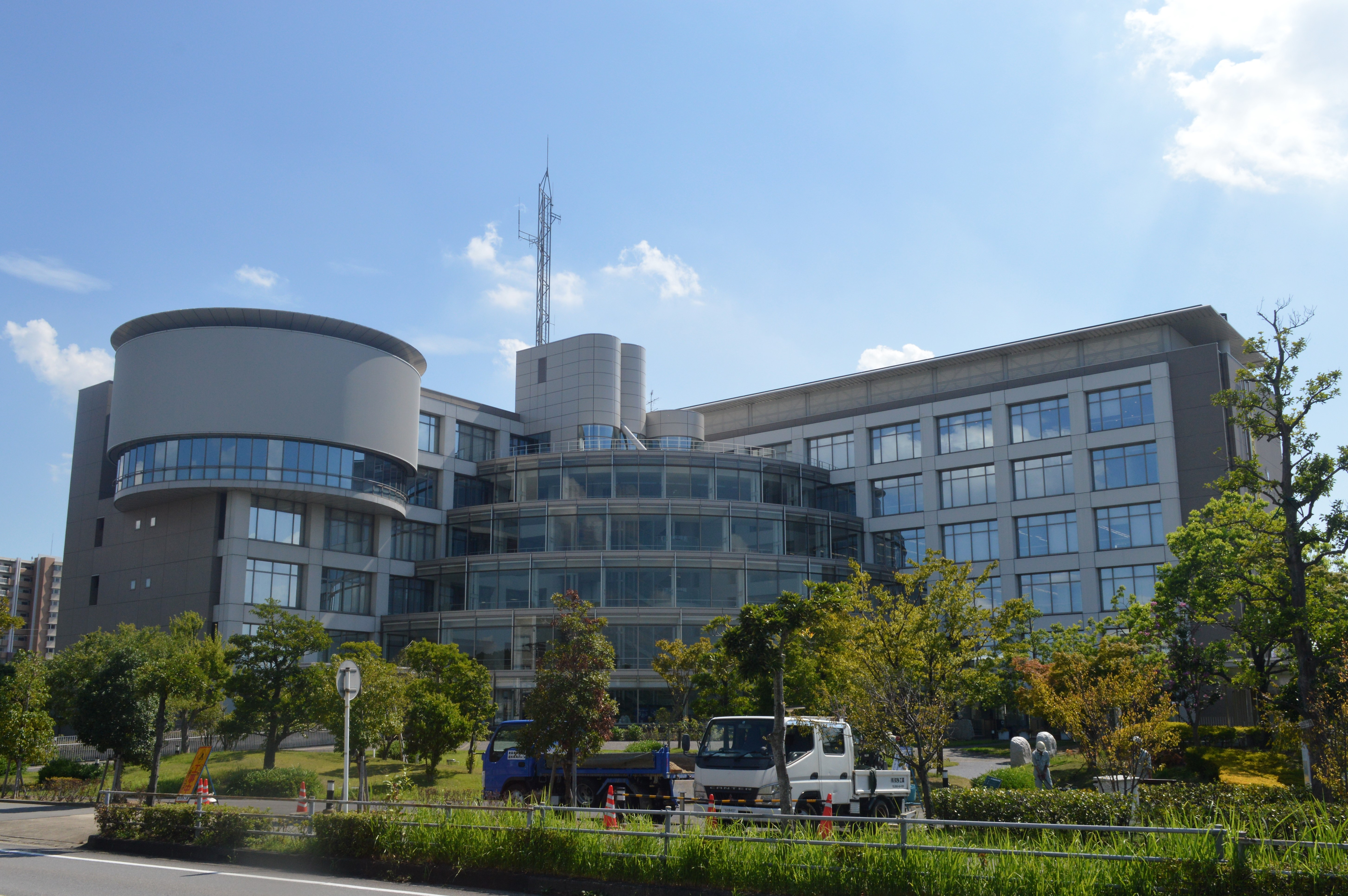
Prefeitura de Obu

## Transportes

### Ferrovias
- JR Tokai
  - Linha Tokaido
  - Linha Taketoyo

### Rodovias
- Rodovia Nacional Rota 23
- Rodovia Nacional Rota 155
- Rodovia Nacional Rota 366

## Educação
- Universidades
  - Universidade Shigakkan (至学館大学, Shigakkan Daigaku)

## Cidade-irmã
- Port Phillip, Austrália